# Travis Hansen
Travis Mitchell Hansen (Provo, 15 aprile 1978) è un ex cestista statunitense naturalizzato russo, professionista nella NBA, in Spagna e in Russia.

## Carriera
È stato selezionato dagli Atlanta Hawks al secondo giro del Draft NBA 2003 (37ª scelta assoluta).

## Palmarès

### Squadra
- Supercoppa spagnola: 1

Saski Baskonia: 2005
- Copa del Rey: 1

Saski Baskonia: 2006
- VTB United League: 1

Chimki: 2010-11

### Individuale
- All-ULEB Eurocup Second Team: 1

Dinamo Mosca: 2008-09